# Hernán Merlo

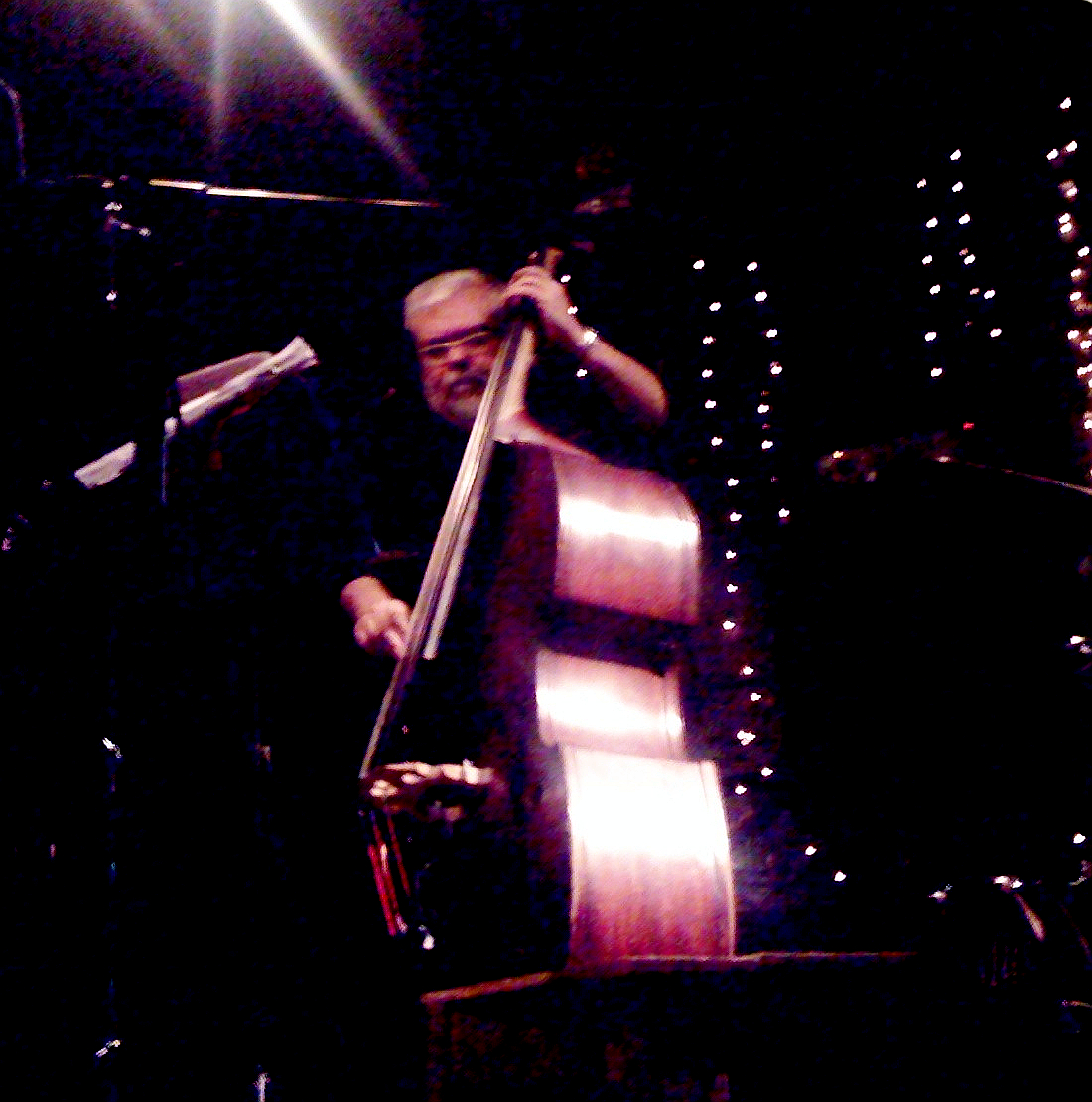

Hernán Merlo (* 26. August 1957 in Lomas de Zamora) ist ein argentinischer Jazzmusiker (Kontrabass, Komposition).

## Leben und Wirken
Merlo begann sich im Alter von zwölf Jahren für Musik zu interessieren, als er Proben der Rockbands in seiner Nachbarschaft besuchte. Sein Kontrabassstudium absolvierte er am Conservatorio Nacional de Música López Buchardo bei Enzo Raschelli de Ferraris. 1981 reiste er in die Vereinigten Staaten, um sein Kontrabass- und E-Bass-Studium bei Joel DiBartolo in Los Angeles abzuschließen.
Nach seiner Rückkehr nach Buenos Aires wurde Merlo Teil der lokalen Jazzszene. In den frühen 1990er Jahren gehörte er zum Trio von Horacio Larumbe, das zusammen mit dem renommierten Gitarristen Joe Pass unter dem Namen Oliverio auftrat. 1993 wurde das Trio bei den „ACE“-Preisen als beste Jazzgruppe nominiert. Weiterhin spielte er im Quintett von David Kikoski und trat mit Fareed Haque, Sid Jacobs, Erling Kroner, Barry Altschul, Ingrid Jensen, Renato Chicco und Chris Cheek auf.
Ende 1995 reiste Merlo in die Vereinigten Staaten und nahm Unterricht bei Mark Helias, Charlie Haden, Scott Colley und Michael Formanek; auch trat er mit Sam Most auf. 1996 gab er mit dem Album Hernan Merlo sein Debüt als Solist und Komponist. 1997 veröffentlichte er sein zweites Album A pesar del diablo gemeinsam mit Ernesto Jodos und Conrad Herwig. In den folgenden Jahren konzertierte er bei Festivals in New York und Argentinien, tourte aber auch in Spanien. 2003 nahm er Con Sin, sein drittes Album, mit seinem Quintett für das Label Fresh Sound New Talent auf, dem 2008 Parábola folgte. 2012 spielte er sein Werk Monk: Modelo para desarmar, zusammen mit dem Pianisten Alan Zimmerman, Pablo Aristein an Saxophon und Klarinette und seinem Sohn, dem Schlagzeuger Fermín Merlo, ein. Sein Album Lucha de Luces entstand mit Tony Malaby. Er ist auch auf Alben von Lito Epumer, Quintino Cinalli und Diego Urcola zu hören.
Merlo hat den Lehrstuhl für Gehörbildung an der Escuela de Música Popular de Avellaneda inne und ist Mitglied des Lehrkörpers der Escuela de Música Contemporánea.

## Diskographische Hinweise
- 1997: Merlo, Jodos, Herwig: A pesar del diablo (Uanchu)
- 2003: Con Sin (Fresh Sound)
- 2006: Neo (Uanchu)
- 2007: Merlo, Carletti, Balduini: Trio (Musical Elástica)
- 2008: Parábola (Sofá Records)
- 2012: Monk, Modelo para desarmar (Uanchu)
- 2014: DiesiseisCincuentayuno (Uanchu)
- 2017: Lucha de Luces (Uanchu)
- 2018: Solo (Mutaciones) (Uanchu)
- 2020: VeintisieteSesentayUno (Uanchu)